# 보은군의 농어촌버스
보은군의 농어촌버스는 충청북도 보은군의 대표적인 시내 대중교통 수단으로 운수업체로는 신흥운수가 있다.

## 운임
2025년 7월 1일부터 버스 요금이 전면 무료화되면서 보은군 차적에 한하여 누구나 무료로 이용할 수 있다. 진천군, 음성군에 이어 충북에서는 두 번째로 실시하는 지역이다.

## 운수 업체
2014년 12월 기준이다.
| 운행업체 | 면허 대수 | 면허 대수 | 면허 대수 | 면허 대수 |
| -------- | --------- | --------- | --------- | --------- |
| 운행업체 | 대수 합계 | 일반버스  | 좌석버스  | 공영버스  |
| 신흥운수 | 23        | 23        | -         | 16        |
| 합계     | 23        | 23        | -         | 16        |

## 보은군 차적의 버스 노선

### 농어촌버스
| 번호    | 행선지           |
| ------- | ---------------- |
| 100번대 | 내북, 미원, 산외 |
| 200번대 | 화령             |
| 300번대 | 용화             |
| 400번대 | 청산             |
| 500번대 | 속리산           |
| 600번대 | 안내, 안남, 옥천 |
| 700번대 | 장안, 탄부, 마로 |
| 800번대 | 회남, 회인       |
| 900번대 | 보은읍내순환     |